# 빌 에버렛
윌리엄 블레이크 "빌" 에버렛(영어: William Blake "Bill" Everett, 1917년 6월 27일 ~ )은 미국의 만화가로, 서브머리너와 데어데블의 창작자이다. 그의 조상은 시인 윌리엄 블레이크이다.